# Raphael Thiago de Oliveira
Raphael Thiago de Oliveira (ur. 8 marca 1984 w São Paulo) – brazylijski siatkarz, grający na pozycji przyjmującego, reprezentant Brazylii.

## Sukcesy klubowe
Liga brazylijska:
- 2003
- 2007

Crown Prince Cup:
- 2013

Klubowe Mistrzostwa Krajów Zatoki Perskiej:
- 2013

Liga katarska:
- 2013
- 2014

Klubowe Mistrzostwa Ameryki Południowej:
- 2014

Puchar Kataru QVA:
- 2014

Puchar ACLAV:
- 2014

Liga argentyńska:
- 2015, 2016

Puchar Mistrza:
- 2015

Superpuchar Portugalii:
- 2016, 2018, 2019, 2020, 2021, 2023[3]

Liga portugalska:
- 2017, 2019[4], 2021, 2022[5], 2023[6], 2024[7]

Puchar Portugalii:
- 2019[8], 2022[9], 2023[10]

## Sukcesy reprezentacyjne
Mistrzostwa Świata Juniorów:
- 2003

Puchar Panamerykański:
- 2011

## Nagrody indywidualne
- 2014: Najlepszy przyjmujący Klubowych Mistrzostw Ameryki Południowej